# Nikolay Bodurov
Nikolay Bodurov (en bulgare : Николай Бодуров), né le 30 mai 1986 à Blagoevgrad, est un footballeur professionnel bulgare. Il occupe actuellement le poste de défenseur à l'Esteghlal Téhéran.

## Biographie

### En club
Avec le club du Litex Lovetch, il joue 8 matchs en Ligue des champions et 7 matchs en Ligue Europa.
Le 1er février 2016, il est prêté à FC Midtjylland.

### En équipe nationale
Nikolay Bodurov reçoit sa première sélection en équipe de Bulgarie le 8 octobre 2010 contre le Pays de Galles. Le 13 octobre 2014, il inscrit un but face à la Norvège.

## Palmarès
- Champion de Bulgarie en 2010 et 2011 avec le Litex Lovetch
- Vainqueur de la Supercoupe de Bulgarie en 2010 avec le Litex Lovetch